# Milan Kundera
Milan Kundera (n. 1 aprilie 1929, Brno-Královo Pole⁠(d), Moravian-Silesian country⁠(d), Cehoslovacia – d. 11 iulie 2023, Paris, Franța) a fost un romancier și eseist francez de origine cehă. A trăit în Franța din 1975, fiind cetățean francez din 1981. 

## Biografie
Când, în 1968, tancurile sovietice spulberau Primăvara de la Praga, dezghețul comunismului stalinist, Milan Kundera era deja un scriitor cunoscut întrucât publicase poezie, teatru, eseuri, iar primul său roman, Gluma, și nuvelele adunate în volumul Iubiri caraghioase fusesera tipărite în ultimul an în peste 150.000 de exemplare.
Kundera, împreună cu alți artiști și scriitori cehi, printre care și Václav Havel, a fost implicat în 1968 în mișcarea de emancipare politică cunoscută ca Primăvara de la Praga, o perioadă în care un regim democratic a fost în cele din urmă strivit de intervenția brutală a armatei sovietice și aliaților ei din Pactul de la Varșovia care au participat la invadarea Cehoslovaciei, dintre care au lipsit RS România și RP Ungară.
În primul său roman, Gluma, parcă presimțind viitoarea invazie sovietică, Kundera scrisese o satiră la adresa totalitarismului din era comunistă. Din acest motiv i-a fost ridicat dreptul de semnătură și au urmat represaliile. Noile autorități cehe pro-sovietice l-au exclus de la Catedra de literatură universală pe care o ocupa la Academia de Film și i-au eliminat cărțile din toate bibliotecile Cehoslovaciei. 
Cum ar fi putut Kundera să accepte un regim împietrit în stalinismul deceniului al șaselea al secolului 20, când el însuși fusese nu doar un participant activ la efervescența mișcării pragheze, dar mai și declarase – și ilustrase această declarație prin înseși cărțile sale – că tocmai stalinismul l-a învățat virtutea izbăvitoare a râsului? Totuși, existând o limită a rezistenței, în 1975, Kundera a fugit în Franța. Următorul roman, Viața e în altă parte, i-a apărut în 1979 în Franța, iar doi ani mai târziu autorul însuși se stabilea aici, devenind, în scurt timp un scriitor de faimă internațională, tradus în toate limbile importante ale lumii. Viața e în altă parte este un soi de struțo-camilă, fiind și un roman, și o colecție de povestiri și conținând și visele autorului. 
In 2010 a fost suspectat că ar fi fost informator al poliției comuniste (StB) și ar fi denunțat un agent CIA în anii 50.
Agentul CIA a fost capturat de organele securității cehe (VB) și Kundera a fost apreciat de comuniști.
A fost suspectat de asemenea de colaborare cu NKVD (KGB), dar aceasta nu s-a putut verifica - neavând încă acces la arhivele KGB.
În 1984, a publicat Insuportabila ușurătate a ființei, pe care, în ciuda faptului că e cea mai cunoscută dintre cărțile sale, Kundera o consideră drept cea mai proastă. În 1988, regizorul american Philip Kaufman a ecranizat cartea, dar filmul său e mult diferit.
În 1990, Kundera a publicat Nemurirea. Romanul acesta are un subtext mai curând filosofic și nu unul politic, ca celelalte romane.

## Cărți scrise în limba cehă
- Ridicole iubiri sau Iubiri caraghioase, nuvele (Směšné lásky, 1960,1963, 1965, 1968; 1970)
- Gluma, roman (Žert, 1965/1967)
- Viața e în altă parte, roman (Život je jinde, 1969/1970)
- Insuportabila ușurătate a ființei (Nesnesitelná lehkost bytí), 1984, roman
- Valsul de adio, (Valčík na rozloučenou, 1970/1971; Gallimard, Paris 1976, La valse aux adieux)
- Cartea râsului și a uitării, (Kniha smíchu a zapomnění, 1978).

## Cărți scrise in limba franceză
- Jacques și stăpânul său. Omagiu lui Denis Diderot, teatru
- Arta romanului, eseu
- Nemurirea,roman, (1990)
- Lentoarea, roman, (1994)
- Identitatea, roman, (1998)
- Ignoranța, roman, (2000)
- Perdeaua care cade, (2005)

## Traduceri în limba română
Primele traduceri au apărut în seria de autor Milan Kundera la editura Univers și au fost reluate la editura Humanitas într-o nouă traducere.
- Gluma
- Ridicole iubiri
- Viața e în altă parte
- Insuportabila ușurătate a ființei
- Valsul de adio
- Cartea râsului și a uitării
- Lentoarea
- Identitatea
- Ignoranța
- Nemurirea

Publicări
- Kundera, Milan, Insuportabila ușurătate a ființei, tradus de Jean Grosu, București, 2022: Editura Humanitas, 348 pag., ISBN 978 973 50 4080 2;

## Adaptări
- 1969 Gluma (Žert), regia Jaromil Jireš
- 1969 Já, truchlivý bůh, regia Antonín Kachlík
- 1988 Insuportabila ușurătate a ființei (The Unbearable Lightness Of Being), regia Philip Kaufman